# Серго-Поливаново
Серго-Поливаново — село в Вадинском районе Пензенской области России. Административный центр Серго-Поливановского сельсовета.

## География
Село находится в северо-западной части Пензенской области, в пределах восточной окраины Окско-Донской низменности, в лесостепной зоне, на левом берегу реки Вад, вблизи места впадения в неё реки Латос, на расстоянии примерно 15 километров (по прямой) к северо-западу от села Вадинска, административного центра района. Абсолютная высота — 127 метров над уровнем моря.
Климат
Климат характеризуется как умеренно континентальный. Средняя температура воздуха самого холодного месяца (января) составляет −11,5 °C (абсолютный минимум — −44 °С); самого тёплого месяца (июля) — 19,5 °C (абсолютный максимум — 38 °С). Продолжительность безморозного периода составляет 133 дня. Годовое количество атмосферных осадков — 467 мм. Снежный покров держится в среднем 141 день.

## История
Возникло на землях, принадлежавших дворянскому роду Поливановых. В 1721 году существовали два села, позднее вошедшие в Серго-Поливаново — Сергиевское и Ивановское. При этом село Ивановское, Поливаново тож, показано за поручиком И. М. Засецким. В 1730 году село Сергиевское, Летева тож, было отказано Венедикту Ивановичу Поливанову по наследству от отца. В 1782 году село Сергиевское, Поливаново тож, находилось в собственности у помещиц: Марфы Ивановны Всеволожской и Анны Никитичны Чурмантеевой. В то время в Сергиевском имелись: 67 дворов, православный храм во имя Сергия Радонежского, винокуренный завод (построен в 1745 году) и два деревянных господских дома.
В 1814 году в селе построена каменная церковь во имя Петра и Павла, при которой позднее было открыто земское училище. В середине XIX века в Серго-Поливаново действовало волостное правление, конный завод и мельница. Перед отменой крепостного права в селе и его окрестностях имелись: имение Алексея Ивановича Чубарова и 81 крестьянский двор и конный завод по выращиванию рысистых лошадей (основан А. И. Чубаровым в 1853 году). Население села в 1864 году составляло 836 человек.
По состоянию на 1911 год в Серго-Поливанове, находившемся в [будет дополнено] волости Спасского уезда Пензенской губернии (источник Книги записей актов гражданского состояния за 1925г), имелись: одно крестьянское общество, 191 двор, церковь, земская школа, медицинский пункт, водяная мельница, четыре кузницы, три кирпичных сарая и четыре лавки. Население села того периода составляло 1352 человека. По состоянию на 1934 год в селе располагался Поливановский участок Вадского коноплеводского совхоза системы Лубтреста; в 1955 году — центральная усадьба колхоза имени Димитрова.

## Население
| 1782  | 1864 | 1877 | 1897  | 1911  | 1926  | 1930  |
| ----- | ---- | ---- | ----- | ----- | ----- | ----- |
| 677   | ↗836 | ↘728 | ↗1042 | ↗1352 | ↗1504 | ↗1652 |
| 1939  | 1959 | 1979 | 1989  | 1996  | 2002  | 2010  |
| ↘1145 | ↘984 | ↘473 | ↗539  | ↗584  | ↘509  | ↘399  |

Половой состав
По данным Всероссийской переписи населения 2010 года в гендерной структуре населения мужчины составляли 47,9 %, женщины — соответственно 52,1 %.
Национальный состав
Согласно результатам переписи 2002 года, в национальной структуре населения русские составляли 98 % из 509 чел.

## Инфраструктура
Действуют средняя школа (филиал СОШ с. Вадинск), дом-интернат для престарелых и инвалидов, фельдшерско-акушерский пункт, дом культуры и библиотека.

## Улицы
Уличная сеть села состоит из шести улиц.